# Bullia digitalis
Espèce
Synonymes
- Buccinum achatinum Lamarck, 1816
- Buccinum digitale Dillwyn, 1817 (original combination)
- Buccinum elongatulum Anton, 1838
- Bullia (Bullia) digitalis (Dillwyn, 1817) · accepted, alternate representation
- Bullia achatina (Lamarck, 1816)
- Bullia almo Bartsch, 1915
- Bullia capensis Euthyme, 1885
- Bullia dulcis G. B. Sowerby III, 1921
- Bullia semiflammea Reeve, 1846
- Bullia semiusta Reeve, 1846
- Bullia soluta Turton, 1932
- Bullia sulcata Reeve, 1846
- Leiodomus quoyii Swainson, 1840

Bullia digitalis est une espèce d'escargot de mer d'Afrique du Sud appartenant à la famille des nassaridés. C'est un charognard capable de sentir les cadavres d'une distance considérable, de sorte que beaucoup d'individus convergent vers ceux-ci pour s'en nourrir.

## Description
Sa coquille de 60 mm de long est étroite et pointue, lisse, de couleur jaune pâle ou crème, souvent teintée de violet ou de jaune,,. Son grand pied ovale est blanchâtre,. Son opercule a des marges dentelées.

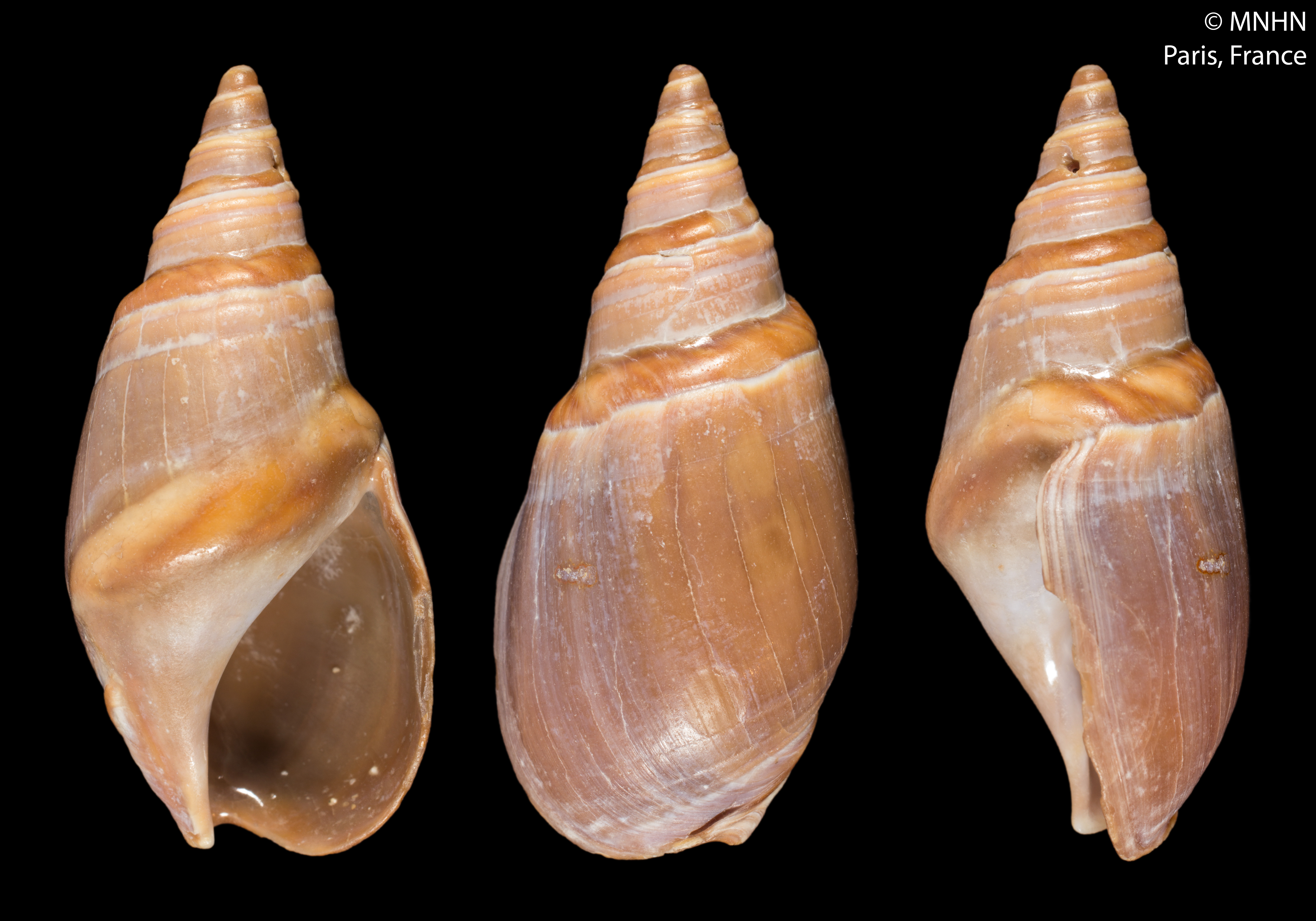
Trois aspects d'une coquille.
Reptation de B. digitalis sur une plage.

## Distribution et habitat
Côtes ouest, sud-ouest, sud et sud de la côte est de l'Afrique du Sud. L'espèce est facilement observée à Kei Mouth. Elle est commune, localement très commune. C'est le nassaridé dominant sur la côte Atlantique.
L'espèce vit sur les plages de sable bas sur le rivage, dans la zone des marées, jusqu'à l'étage médiolittoral si le sable n'est pas trop grossier.

## Comportement
Lorsque la marée commence à monter, B. digitalis émerge du sable, étale son pied comme une voile et glisse avec elle sur la plage à la recherche de charognes, qu'il repère à l'odeur,. Il utilise aussi son pied pour s'enfouir lorsque la marée redescend. Il plante sa trompe dans les cadavres pour en sucer les tissus mous. Ils sont souvent rassemblés en grand nombre pour se nourrir de méduses ou de physalies échouées,.

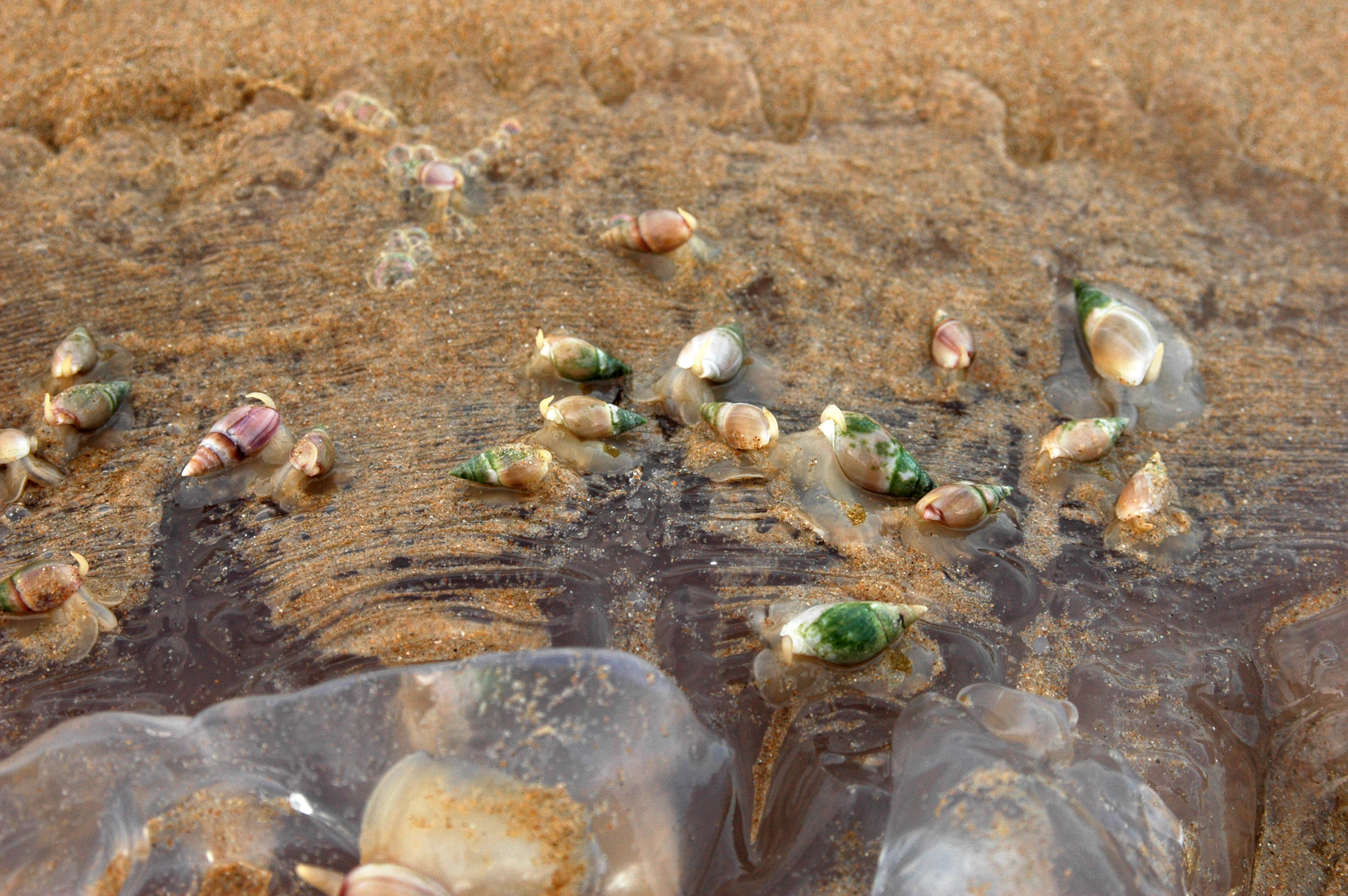
Groupe de B. digitalis mangeant le cadavre d'une méduse.
- Déplacement et enfouissement d'un individu sur une plage (durée 23 secondes).

## Espèces similaires
Plusieurs espèces de la côte sud-africaine lui ressemblent, notamment Bullia rhodostoma sur la côte sud et Bullia natalensis sur la côte du KwaZulu-Natal. Toutes ces espèces se distinguent principalement par leurs couleurs.